# Räyringinjärvi
Räyringinjärvi eller Räyrinkijärvi är en sjö i Finland. Den ligger i kommunen Vetil i landskapet Mellersta Österbotten, i den centrala delen av landet, 400 km norr om huvudstaden Helsingfors. Räyringinjärvi ligger 85,3 meter över havet. Den är 3,79 meter djup. Arean är 3,84 kvadratkilometer och strandlinjen är 11,9 kilometer lång. Sjön  ingår i Kronoby å huvudavrinningsområde.   I omgivningarna runt Räyringinjärvi växer i huvudsak blandskog. Den sträcker sig 3,5 kilometer i nord-sydlig riktning, och 2,9 kilometer i öst-västlig riktning.
I övrigt finns följande vid Räyringinjärvi:
- Halsuanjoki (ett vattendrag)